# Wilhelm Gustloff (paquebot)
 (juin 2023).
Si vous disposez d'ouvrages ou d'articles de référence ou si vous connaissez des sites web de qualité traitant du thème abordé ici, merci de compléter l'article en donnant les références utiles à sa vérifiabilité et en les liant à la section « Notes et références ».
Pour l’article homonyme, voir Wilhelm Gustloff.
Le Wilhelm Gustloff est un paquebot de croisière de grandes dimensions lancé à Hambourg par la marine allemande le 5 mai 1937, et qui porte le nom de Wilhelm Gustloff, militant nazi assassiné l'année précédente. 
Transportant plus d'un millier de soldats et d'officiers allemands ainsi que plusieurs milliers de réfugiés de Prusse-Orientale fuyant la progression de l'Armée rouge, il est torpillé par le sous-marin de la marine soviétique S-13 le 30 janvier 1945. 
Son naufrage provoque la mort d'au moins 5 300 personnes. L'archiviste allemand Heinz Schön (de), dans une étude publiée en 2002, avance même le chiffre de 9 343 personnes, ce qui en ferait la plus grande catastrophe maritime de tous les temps.

## Baptême nazi

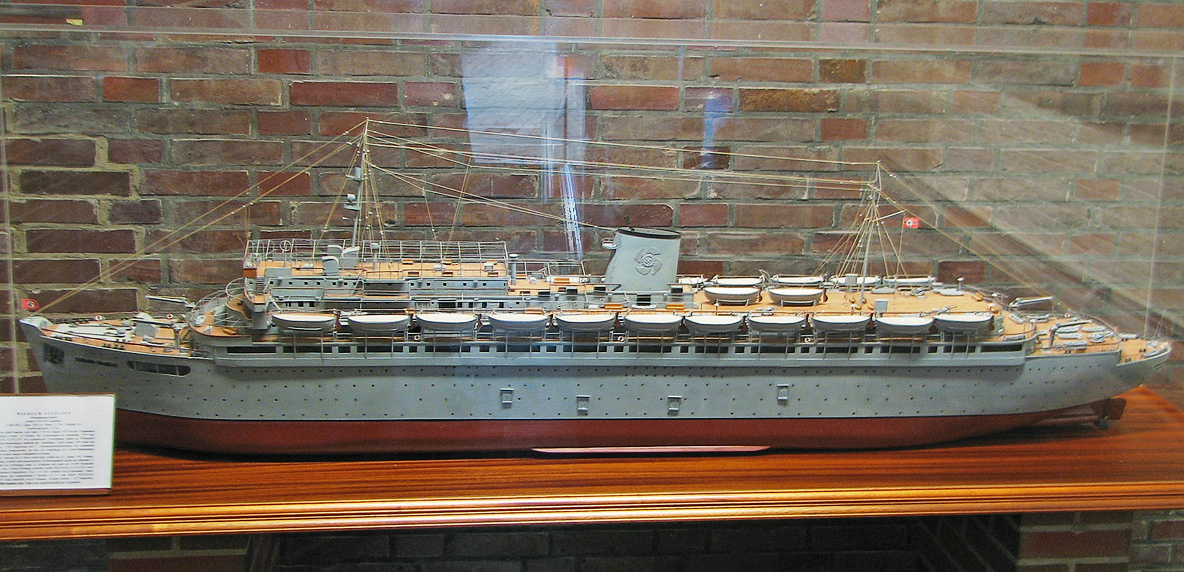
Maquette du Wilhelm Gustloff.

Wilhelm Gustloff était un activiste du Parti national-socialiste des travailleurs allemands (NSDAP) en Suisse (Landesgruppenleiter), à l'antisémitisme exacerbé. Né le 30 janvier 1895 à Schwerin (dans le Land de Mecklembourg-Poméranie-Occidentale), il fut assassiné à Davos le 4 février 1936 par David Frankfurter, étudiant juif qui rêvait par ce geste de « réveiller son peuple ».
Adolf Hitler décide de baptiser de son nom un paquebot en cours de finition dans les chantiers navals de Hambourg. Le lancement du navire a lieu en présence d'Hitler et d'Hedwig Gustloff, veuve de Gustloff.

## Un paquebot prestigieux

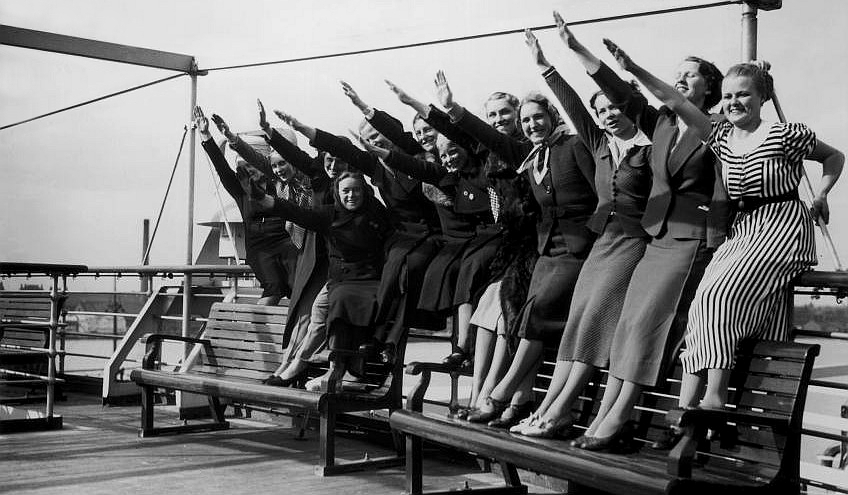
Voyage du Wilhelm Gustloff en 1938.

Lancé le 5 mai 1937, le Wilhelm Gustloff est un paquebot prestigieux de la Kraft durch Freude (« la force par la joie »), organisation de loisirs créée par le dirigeant national-socialiste Robert Ley afin de favoriser l'adhésion de la classe ouvrière au régime.
Précédemment la KdF a affrété à bas prix des paquebots transatlantiques en fin de carrière, comme le Berlin, le Sierra Cordoba ou le Monte Rosa, désarmés par suite de la crise économique et les restrictions d'immigration américaines.
Elle veut à présent des navires de prestige, spécialement conçus pour les croisières d'agrément et non le transport à longue distance.
Le navire fait 208 mètres sur 24, il a un tonnage de 26 000 tonnes et est conçu pour transporter un total de 1 865 personnes. Étant utilisé par la Kraft durch Freude, il ne comporte pas de classe de luxe, ce qui est un fait rare pour l'armement des navires de croisière de l'époque.
La conception des cabines est unique et se veut « égalitariste » : chaque cabine bénéficie de la vue sur la mer et le niveau d'équipement est identique entre les cabines de l'équipage et celles des passagers.
Un navire-jumeau est programmé, le Robert Ley, du nom du dirigeant nazi qui est à la tête du front du travail, une organisation nazie qui a remplacé les anciens syndicats ouvriers (et confisqué leurs biens par la même occasion). Cette organisation chapeaute les programmes de loisirs des travailleurs (les croisières à la mer, mais aussi le colossal village de vacances Prora sur l'île de Rügen en Baltique, ou encore le système d'acquisition de la « voiture du peuple » (La coccinelle Volkswagen) par un système de coupons).
Ce navire-jumeau du Wilhelm Gustloff n'aura pas de carrière civile et la construction des autres navires de la série sera annulée à cause de la guerre.

## Carrière civile: entre croisière d'agrément et propagande
Les croisières sont destinées à récompenser des ouvriers « méritants » et à propager l'idée que le régime hitlérien a une fibre sociale et se préoccupe des loisirs des travailleurs.
La croisière inaugurale est un geste de propagande pour l'Anschluss ; il y a plusieurs centaines de passagers autrichiens triés sur le volet, une pléiade de journalistes et trois cents jeunes filles du BDM - Bund Deutscher Mädeln une organisation satellite des mouvements de jeunesse nazis.
La seconde croisière (il s'agit de sorties de trois jours) se déroule vers les îles britanniques, avec trois autres paquebots affrétés par le KdF. Au cours de cette croisière, le Wilhelm Gustloff portera secours au cargo anglais Pegaway en difficulté dans une tempête, un sauvetage réussi dans des conditions difficiles qui sera exploité par la presse du régime nazi.
En avril 1938, le navire accoste aux docks de Tilbury, à Londres pour servir de bureau de vote flottant à destination des expatriés allemands à l'occasion du référendum-plébiscite de rattachement de l'Autriche à l'Allemagne (anschluss), une action très médiatisée par les services de propagande de Goebbels.
Les destinations des croisières 1938 et 1939 sont la Scandinavie (en été, circuit des fjords de Norvège), mais aussi des pays « amis » du sud de l'Europe (croisières hivernales aux Canaries, en Espagne ou autour de l'Italie mussolinienne). Lors des escales en Norvège les passagers ne sont pas autorisés à débarquer, mais des troupes folkloriques montent à bord le temps de l'escale.
En mai 1939 la croisière prévue est annulée : le navire appareille pour Vigo en Espagne et rapatrie en grande pompe les aviateurs de la Légion Condor, dont le fameux as de la chasse Adolf Galland, qui ont contribué à l'écrasement de l'Espagne républicaine communiste par les troupes de Franco.
Il effectue encore quelques croisières en Suède et en Norvège à l'été 1939 en servant notamment de « village olympique flottant » à Stockholm dans le cadre de la première édition des « Lingiad/Lingiaden », un immense évènement sportif non compétitif honorant Pehr Henrik Ling, le fondateur de la Gymnastique suédoise. Ce sont les derniers temps heureux pour le navire, la guerre se profile à l'horizon.
Il est réquisitionné le 22 septembre 1939 pour être transformé en navire-hôpital de la marine de guerre. Lors de la campagne de Norvège au printemps 1940, il est utilisé pour rapatrier les blessés (à la bataille de Narvik). Le 20 novembre 1940, l'ancien paquebot est mis à quai au port de Gotenhafen, dans le district de Dantzig-Prusse-Occidentale (aujourd'hui Gdynia, en Pologne), afin d'y servir de caserne flottante pour la seconde division-école de sous-mariniers.

## Une fin tragique

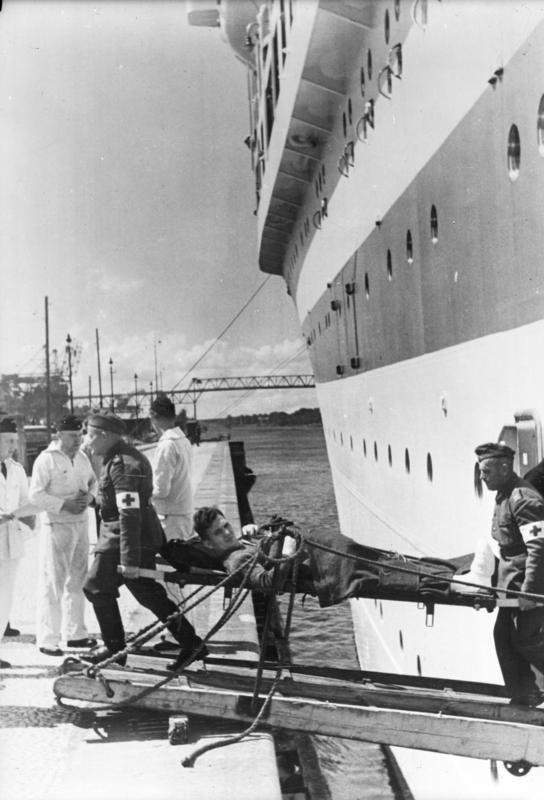
Il est réquisitionné comme navire-hôpital en 1940.

### La fuite face aux Russes
Début 1945, la progression des troupes soviétiques et la défaite de l'Allemagne semblent inéluctables. La Prusse-Orientale accueille de nombreux civils et militaires fuyant l'offensive de l'Armée rouge. Königsberg est déclarée ville forteresse par le Reich. Le régime Nazi qui croit encore à une victoire possible appelle tous les Allemands à se battre jusqu'à la mort et diffuse massivement via le Ministère de l'Éducation du peuple et de la Propagande du Reich la nouvelle du massacre de Nemmersdorf ayant eu lieu en octobre 1944. Mais au lieu de galvaniser les Allemands cela entraîne la panique de la population civile. L'hiver 1944-1945 est un hiver très violent avec des températures avoisinant les -20 °C. Les civils comme les militaires empruntent les mêmes routes, et il arrive que la Wehrmacht jette des charrettes de civils dans les fossés pour passer, ou que les Russes mitraillent les civils comme le relatent des survivants de la catastrophe 60 ans plus tard sur National Geographic,,.
C'est alors qu'a lieu l'opération Hannibal employant quatre grands navires de transport pour évacuer la population. Plusieurs milliers d'entre eux prennent place à bord du Wilhelm Gustloff qui lève l'ancre au matin du 30 janvier 1945 de Gotenhafen, dans l'espoir de rejoindre les ports de Flensbourg et de Kiel, encore libres de toute occupation,. Une liste officielle dresse le nombre de 6 050 personnes à bord, comprenant membres d'équipage, soldats et réfugiés civils,. Dans les faits, le nombre des passagers est très supérieur. Au départ pour embarquer il faut avoir un permis spécial, comme c'était le cas pour prendre le train. Cependant, les civils apeurés forcent les portes et le personnel de la marine les laisse entrer. Outre des civils et des militaires blessés, on compte sur le navire pas moins d'un millier de marins et d'auxiliaires, mais aussi de hauts dignitaires nazis.  Plus de 8 000 personnes sont à bord et de récentes recherches publiées en 1999 et 2008 par Heinz Schön (de) — qui, âgé de 18 ans, survécut lui-même au naufrage — avancent un premier chiffre de 10 482 personnes, puis en 2008 un second chiffre de 10 582 personnes. L'unique certitude est que plus de 4 000 enfants et adolescents s'y trouvent alors. Le nombre de passagers est presque sept fois supérieur à la capacité du navire, qui servait d'abord à faire des croisières en Norvège et Suède, puis à l'entrainement des élèves sous-mariniers, de plus le Gustloff n'a pas pris la mer depuis 1940. Le capitaine du navire est Friedrich Peterson, secondé par deux capitaines de marine marchande et un capitaine de sous-marins,, Wilhem Zan. Le navire n'est pas intégré dans un convoi et est seulement accompagné par le MS Hansa et escorté par le torpilleur Löwe et le Torpedofangboot (vedette lance-torpilles) TF-1 plus petit.
La mer Baltique est alors peu sûre, car de nombreux sous-marins de la marine soviétique y patrouillent afin de couler tout navire allemand qu'ils pourraient croiser. Dès le début du voyage du Wilhelm Gustloff, trois sous-marins sont signalés, et jugés sans danger pour le paquebot.

### Le naufrage
Au soir du 30 janvier, le Wilhelm Gustloff, escorté d'une seule vedette lance-torpille, reçoit un message d'une formation de dragueurs en approche lui demandant de naviguer avec les feux de position allumés pour éviter tout risque de collision entre les navires, ordre que le capitaine Petersen exécute immédiatement. Un quatrième sous-marin se trouve alors en patrouille à proximité, le long de la côte basse de Poméranie orientale, le S-13.
Alexandre Marinesko, le capitaine du sous-marin, fait armer quatre torpilles, dénommées « Pour la mère-patrie », « Pour le peuple soviétique », « Pour Leningrad » et « Pour Staline ». La dernière fait long feu et doit être retirée du tube puis désamorcée en catastrophe, tandis que les trois premières touchent le paquebot, qui coule en moins de 50 minutes.
Les torpilles frappent le flanc bâbord du paquebot allemand. La première pulvérise le compartiment de l'équipage à l'avant. La seconde explose juste en dessous de la piscine, où des dizaines d'auxiliaires féminines de l'armée ont trouvé refuge. La troisième atteint la salle des machines, plongeant instantanément le bâtiment dans le noir.
Pendant ce temps, une grande panique règne à bord du navire bondé, où les canots de sauvetage sont en sous-nombre et assaillis. L'un des rescapés, le mécanicien Johann Smrczek, fera le récit des événements. Ayant rejoint le pont supérieur aménagé pour les blessés du front oriental, il y a « pris conscience du drame qui se déroulait en bas. À travers les vitres blindées, je ne pouvais les entendre crier. Mais les gens étaient serrés comme des sardines et le pont inférieur était déjà à moitié couvert d'eau. Et j'ai vu des éclairs, des coups de feu. Les officiers tuaient leur propre famille. »
Seuls 996 rescapés sont secourus par des navires accourus à la rescousse et groupés autour du croiseur lourd Admiral Hipper, laissant derrière eux plusieurs milliers de victimes.
Le paquebot a été torpillé le 30 janvier 1945, date anniversaire de l'accession au pouvoir d'Hitler et date anniversaire également de Wilhelm Gustloff, considéré comme l'un des premiers martyrs de l'Allemagne nazie (Horst Wessel ayant été assassiné six ans plus tôt).

## Des catastrophes oubliées
D'autres navires de transport subiront le même sort dans la fuite de la Prusse-Orientale ou à partir de la baie de Lübeck :
- le Général von Steuben coulé le 10 février 1945 par le même Alexandre Marinesko (et dans la même mission) et qui fit près de 3 000 victimes, réfugiés et blessés essentiellement ;
- le Goya, le 16 avril 1945. On avance le chiffre de 15 000 victimes cumulées pour les naufrages du Wilhelm Gustloff et du Goya ;
- trois navires, le Cap Arcona, le Thielbek et le Deutschland sont coulés par des Hawker Typhoons de la Royal Air Force dans la baie de Lübeck, le 3 mai 1945. Le bilan fait état d'environ 8 000 morts (7 500 déportés, 500 SS) et 150 rescapés dont 15 Français, sans compter plus de 500 déportés exécutés dans la matinée par ceux qui les détenaient après qu'ils n'ont pu embarquer.

Dans le contexte de la Seconde Guerre mondiale sanguinaire, entachée de nombreux drames, ces catastrophes restent longtemps quasi ignorées. La découverte de l'horreur de la Shoah à la même époque a occulté toute référence à la souffrance des Allemands, principalement civils, qui ont péri dans le naufrage des Wilhelm Gustloff, du Steuben et du Goya. Des chercheurs et des auteurs se sont penchés tardivement sur cette tragédie.

## La Chambre d'ambre
Selon une rumeur récurrente, à laquelle le roman En crabe de Günter Grass a accordé un certain crédit, le Wilhelm Gustloff aurait transporté un inestimable trésor : la Chambre d'ambre qui ornait le château de Königsberg (aujourd'hui Kaliningrad) et avait été démontée et mise en caisses lors de l'évacuation de cette ville emblématique tant pour le camp nazi que pour les soviétiques (son histoire est liée aux Chevaliers teutoniques). Rien de probant ne vient étayer cette hypothèse, à ceci près que lors des fouilles archéologiques sous-marines entreprises par des plongeurs polonais, après la chute de l'URSS, il s'est avéré que l'épave avait été largement éventrée à l'explosif et fouillée.
L'association des thèmes « Wilhelm Gustloff » et « Chambre d'ambre » apparaît dans la onzième enquête de l'ancien commissaire berlinois Bernie Gunther, personnage clef de la série de Philip Kerr. Cf. Les Pièges de l'exil, 2017.
Ruta Sepetys y fait aussi référence dans son roman Le Sel de nos larmes.

## Épave
L'épave du Wilhelm Gustloff se trouve à 50 mètres de profondeur dans la mer Baltique à proximité de Gdańsk. En 2006, des plongeurs explorent l'épave et récupérent une cloche ainsi que différents objets qui sont dans un musée de Gdańsk, à Krantor,,. L'épave est classée comme tombe de guerre. L'office maritime polonais de Gdynia interdit tout déplacement à moins de 500 m du site.

## Dans la culture
Le paquebot apparaît dans plusieurs œuvres de fiction :
- Au cinéma, dans L'Ombre de l'étoile rouge (titre allemand : Nacht fiel über Gotenhafen), un film de Frank Wisbar de 1959[23].
- À la télévision, la mini-série allemande Die Gustloff raconte le dernier voyage du navire.
- Dans le roman de Günter Grass (trad. Claude Porcell), En crabe [« Im Krebsgang »], Paris, Éditions du Seuil, 2002, 263 p. (ISBN 978-2-02-055629-3, OCLC 52900954), consacré à la catastrophe.
- Dans le roman de Ruta Sepetys (trad. de l'anglais), Le Sel de nos larmes, Paris, Gallimard, 2016, 477 p. (ISBN 978-2-07-058071-2, OCLC 961875186).
- dans le roman de Philip Kerr (trad. de l'anglais par Philippe Bonnet), Les Pièges de l'exil : roman, Paris, Éditions du Seuil, 2017, 387 p. (ISBN 978-2-02-133993-2, OCLC 981908433), le paquebot est un des éléments de l'intrigue, qui justifie le comportement du héros Bernhard Gunther dans les dernières pages du livre.
- Le film dramatique Die Gustloff (de) réalisé par Joseph Vilsmaier (UFA/ZDF, 2008) relate la catastrophe sous l'angle de la fiction.